# Arild Mathisen
Arild Mathisen (Drammen, 14 marzo 1942) è un ex calciatore norvegese, di ruolo difensore.

## Carriera

### Club
Mathisen vestì la maglia dell'Åssiden, prima di passare al Vålerengen. Qui contribuì alla vittoria finale del campionato 1965. Successivamente, militò nelle file dello Strømsgodset, dove conquistò il campionato 1970 e due edizioni della Norgesmesterskapet: 1969 e 1970. Nel 1973, si trasferì al Mjøndalen.

### Nazionale
Conta 29 presenze per la Norvegia. Esordì il 31 ottobre 1965, nel pareggio a reti inviolate contro la Svezia.

## Palmarès

### Club

#### Competizioni nazionali
- Campionato norvegese: 2

Vålerengen: 1965
Strømsgodset: 1970
- Coppa di Norvegia: 2

Strømsgodset: 1969, 1970